# Gare de Berlin-Baumschulenweg
La gare de Berlin-Baumschulenweg est une gare S-Bahn située dans le quartier de Baumschulenweg de l'arrondissement berlinois de Treptow-Köpenick en Allemagne.

## Situation ferroviaire
C'est une gare de bifurcation située au point kilométrique (PK) 5,2 de la ligne de Berlin à Görlitz et au PK 3,5 du raccordement de Baumschulenweg à Neukölln (de).

## Histoire
La gare est ouverte le 20 mai 1890 juste au sud de la Baumschulenstraße (de). Elle doit son nom aux pépinières (Baumschule en allemand) qui sont situées de part et d'autre de la rue, qui avaient été mises en place par le botaniste et pépiniériste Franz Späth (1839-1913).

## Service des voyageurs

### Accueil
Gare DB, c'est une gare du réseau de trains de banlieue S-Bahn, comprenant un bâtiment voyageurs. Elle est équipée d'automates pour les achats de titres de transport S-Bahn, d'une borne d'appel, et d'un système d'information en temps réel sur les horaires des trains. Elle est dotée d'aménagements pour les personnes à mobilité réduite, notamment, des ascenseurs, des bandes d'éveil de vigilance sur les quais. Elle dispose également d'un kiosque de presse Dr Eckert, qui fait office de guichet pour les billets VBB.

### Desserte
La gare est desservie par les trains des lignes 45, 46, 47, 8, 85 et 9 du S-Bahn, tous marquant l'arrêt avec une cadence horaire d'environ vingt minutes en période normale.

### Intermodalité
Un parc pour les vélos et des parkings pour les véhicules y sont aménagés.
La gare est desservie par les lignes diurnes 170 et 265 et la ligne nocturne N70 du réseau de bus de Berlin.